# AREA21
AREA21 is een Nederlands elektronische muziekduo bestaande uit Martin Garrix en Maejor Ali.
Het duo verkreeg naamsbekendheid nadat Garrix hun nummer Spaceships voor het eerst draaide op het Ultra Music Festival in 2016, waarop Garrix de hoofdact was. Het duo brengt zijn muziek uit onder het label Stmpd Rcrds, het platenlabel van Garrix. De identiteit van het duo was voorheen onbekend, al waren er wel geruchten dat Garrix er onderdeel van uitmaakte naast een of meerdere vocalisten.
Het logo van het duo bestaat uit twee aliens die zich binnen in een ruimteschip bevinden.
Het album Greatest Hits Vol.1 is uitgebracht op 12 november 2021, dit album bevat twaalf nummers.

## Discografie

### Singles
| Single met eventuele hitnotering(en) in de Nederlandse Top 40 | Datum van verschijnen | Datum van binnenkomst | Hoogste positie | Aantal weken | Opmerkingen |
| ------------------------------------------------------------- | --------------------- | --------------------- | --------------- | ------------ | ----------- |
| La la la                                                      | 2021                  | 24-04-2021            | tip30*          |              |             |